# Gigi Sabani
Gigi Sabani (Róma, 1952. október 5. – Róma, 2007. szeptember 4.) olasz műsorvezető, énekes, színművész, imitátor.
Többször is fellépett a Sanremói fesztiválon.

## Fordítás
- Ez a szócikk részben vagy egészben  a   Gigi Sabani című olasz Wikipédia-szócikk ezen változatának fordításán alapul.  Az eredeti cikk szerkesztőit annak laptörténete sorolja fel. Ez a jelzés csupán a megfogalmazás eredetét és a szerzői jogokat jelzi, nem szolgál a cikkben szereplő információk forrásmegjelöléseként.